# Saint-Fargeau-Ponthierry
Saint-Fargeau-Ponthierry ist eine französische Gemeinde mit 15.117 Einwohnern (Stand 1. Januar 2022) im Département Seine-et-Marne in der Region Île-de-France. Sie gehört zum Arrondissement Melun und zum Kanton Saint-Fargeau-Ponthierry.
Die Einwohner werden Ferréopontains genannt, die der jeweiligen Ortsteile Thierrypontains und Ferréolais.

## Geographie
Der Ort liegt etwa zehn Kilometer westlich von Melun an einer Seine-Schleife. Hier mündet der École in die Seine. Die Gemeinde liegt im Regionalen Naturpark Gâtinais français.

### Nachbargemeinden
Umgeben ist Saint-Fargeau-Ponthierry von Nandy im Norden, Seine-Port im Nordosten, Boissise-le-Roi im Osten, Pringy im Südosten, Saint-Sauveur-sur-École im Süden, Nainville-les-Roches im Südwesten, Auvernaux im Westen und Le Coudray-Montceaux im Nordwesten.

## Geschichte
Saint-Fargeau war Sitz einer Baronie. Ponthierry genießt seinen Namen von einer Brücke über den École, die angeblich durch Theoderich II. um das Jahr 600 errichtet worden sein soll.

## Partnergemeinden
- Groß Zimmern in Hessen, Deutschland, seit 1985
- Temploux in Wallonien, Belgien, seit 1986
- Vila Nova de Famalicão in Portugal, seit 1989

## Sehenswürdigkeiten
- Kirche Saint-Ferréol in Saint Fargeau, im 13. Jahrhundert errichtet
- Kirche Saint-Blaise in der Ortschaft Moulignon, im 13. Jahrhundert errichtet
- Kirche Sainte-Marie in Ponthierry, Anfang des 18. Jahrhunderts errichtet
- Papier- und Tapetenfabrik Leroy (Industriedenkmal)
- Cité Leroy, Arbeitersiedlung
- Tapetenfabrik Leroy

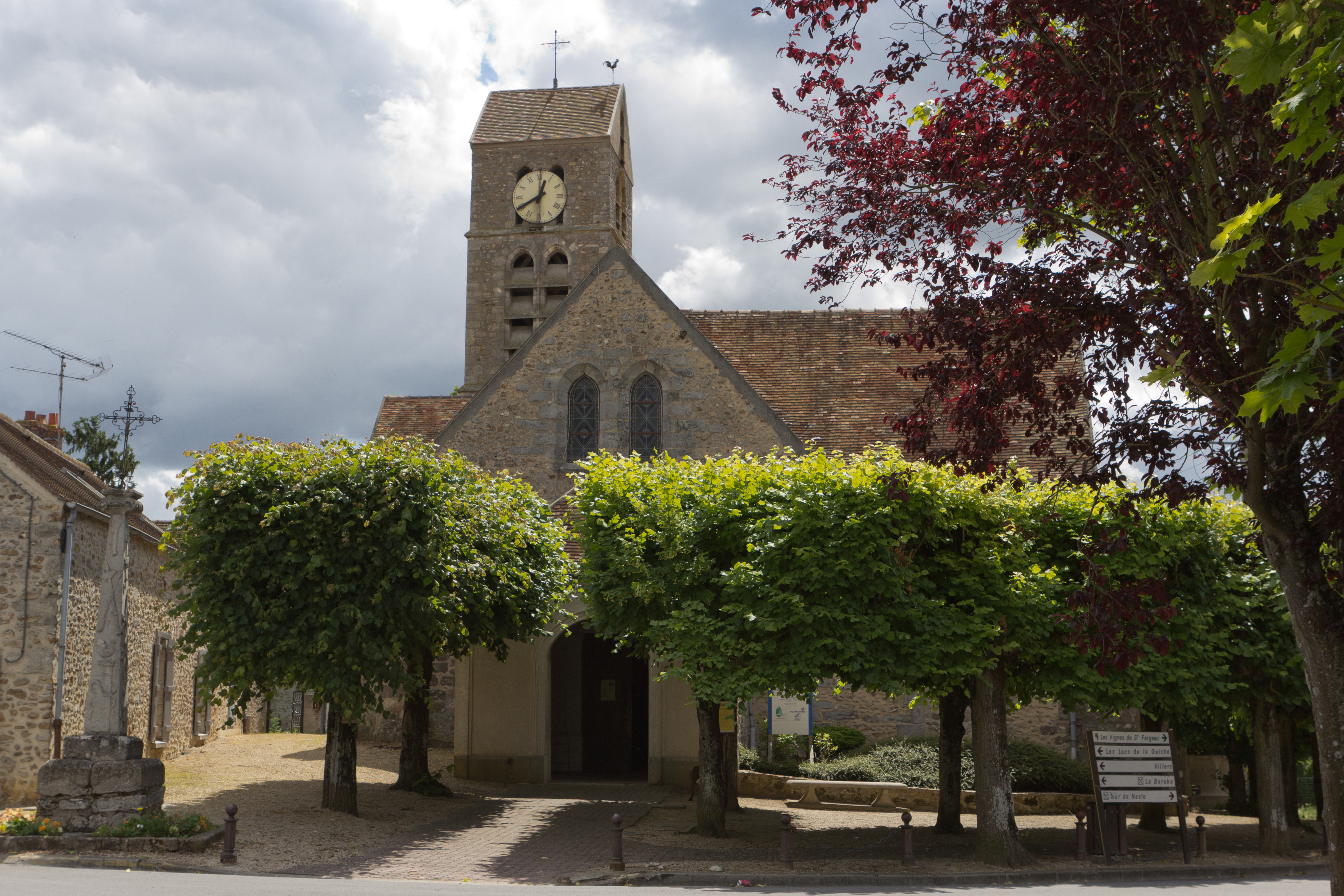
Kirche Saint-Ferréol
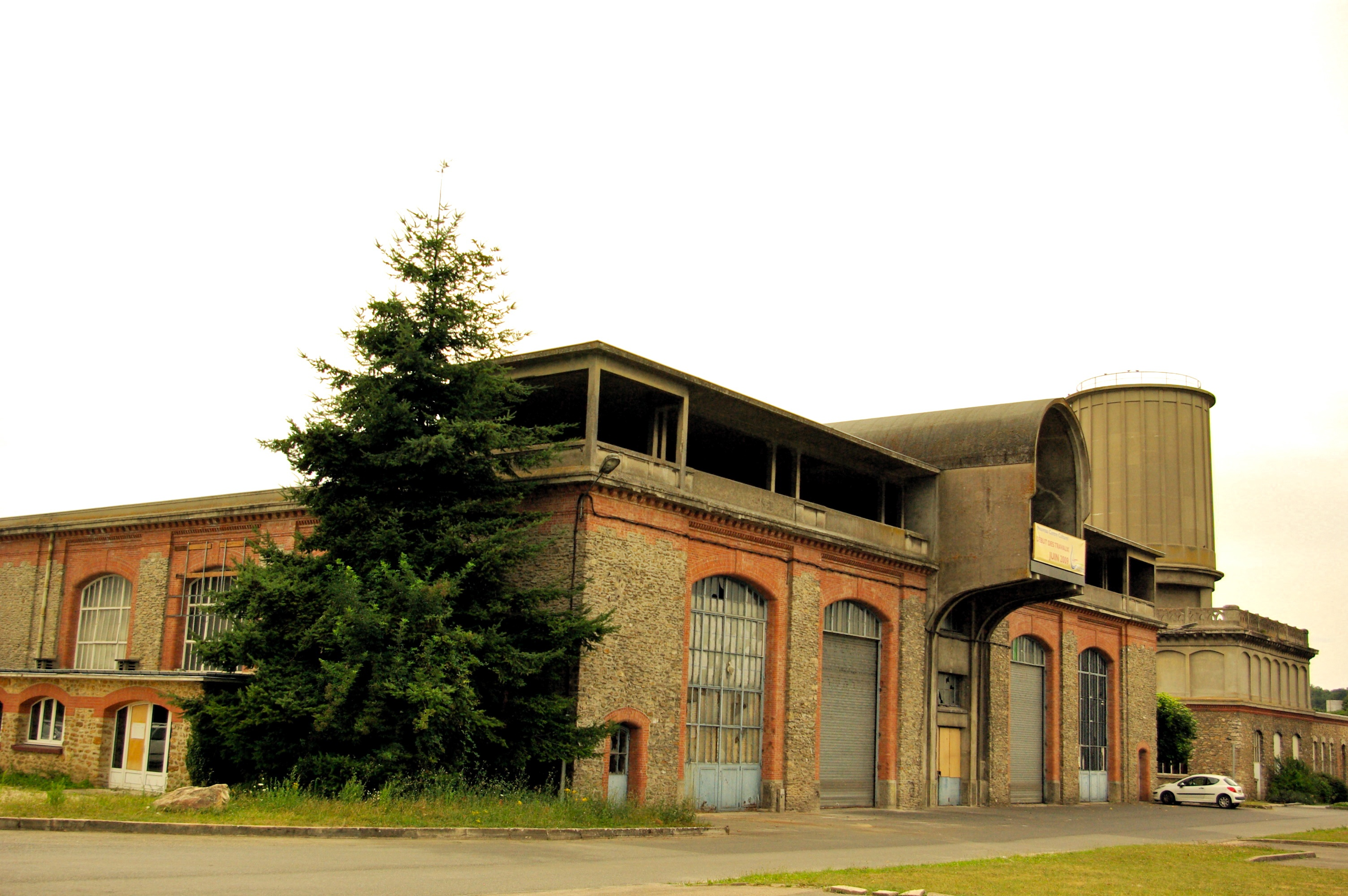
Nördlicher Teil der Tapetenfabrik Leroy mit der Energieanlage

## Verkehr
Durch die Gemeinde führt die frühere Route nationale 7. Die Bahnhöfe in den Ortsteilen Saint-Fargeau und Ponthierry liegen an der Linie RER D und der Bahnstrecke von Corbeil-Essonnes nach Montereau.

## Persönlichkeiten
- Jean Lecamus (1762–1846), Baron von Moulignon, Brigadegeneral
- Jean-Pierre Abel-Rémusat (1788–1832), Sinologe
- Brigitte Gapais-Dumont (1944–2018), Fechterin
- Thomas Heurtaux (* 1988), Fußballspieler